# Torkel Lindahl
Torkel Rudolf Nestor Lindahl, född 4 juni 1943 i Tärendö församling i Norrbottens län, död 4 januari 2020 i Kville distrikt i Västra Götalands län, var en svensk segelmakare och politiker (folkpartist).
Lindahl, som var son till en rektor och en sjuksköterska, började som segelmakare 1970 och har även varit företagare i Singapore.
Han var riksdagsledamot för Bohusläns valkrets 1974–1982. I riksdagen var han bland annat ledamot i konstitutionsutskottet 1976–1982. Han engagerade sig främst i fiske- och sjöfartsfrågor samt i konstitutionell politik.